# 1085 (numero)
Milleottantacinque (1085) è il numero naturale dopo il 1084 e prima del 1086.

## Proprietà matematiche
- È un numero dispari.
- È un numero composto da 8 divisori: 1, 5, 7, 31, 35, 155, 217, 1085. Poiché la somma dei suoi divisori (escluso il numero stesso) è 451 < 1085, è un numero difettivo.
- È un numero sfenico.
- È un numero palindromo e un numero ondulante nel sistema posizionale a base 13 (656).
- È un numero nontotiente in quanto dispari e diverso da 1.
- È un numero congruente.
- È un numero intero privo di quadrati.
- È un numero malvagio.
- È parte delle terne pitagoriche (132, 1085, 1093), (372, 1085, 1147), (651, 868, 1085), (1085, 2280, 2525), (1085, 2604, 2821), (1085, 3276, 3451), (1085, 3720, 3875), (1085, 11988, 12037), (1085, 16800, 16835), (1085, 18972, 19003), (1085, 23532, 23557), (1085, 84084, 84091), (1085, 117720, 117725), (1085, 588612, 588613).

## Astronomia
- 1085 Amaryllis è un asteroide della fascia principale del sistema solare.
- NGC 1085 è una galassia nella costellazione della Balena.

## Astronautica
- Cosmos 1085 è un satellite artificiale russo.